# Aoplus productus
Aoplus productus là một loài tò vò trong họ Ichneumonidae.